# カール・フォン・バイエルン
カール・フォン・バイエルン（Karl von Bayern, 1795年7月7日 - 1875年8月16日）は、バイエルン王国の王族・軍人。全名はカール・テオドール・マクシミリアン・アウグスト（Karl Theodor Maximilian August）。陸軍元帥。バイエルン王マクシミリアン1世の次男。

## 生涯
1795年7月7日、バイエルン選帝侯マクシミリアン4世ヨーゼフ（後のバイエルン王マクシミリアン1世）とその最初の妃であったヘッセン＝ダルムシュタット方伯ゲオルク・ヴィルヘルムの娘アウグステ・ヴィルヘルミーネの間に第五子としてマンハイムで生まれた。マクシミリアン1世がアウグステ・ヴィルヘルミーネとの間に儲けた最後の子である。
1813年からの解放戦争にはカールははじめ陸軍少将、のち歩兵大将として参加した。1841年に陸軍元帥（Feldmarschall）およびバイエルン陸軍総監（Inspekteur der bayerischen Armee）に、1860年にドイツ連邦の第7軍の司令官に任じられた。1866年の普墺戦争においてカールはバイエルン軍を指揮した。
1875年8月16日、カールはテゲルンゼー（現バイエルン州ミースバッハ郡）で死去した。ミュンヘンのプリンツレゲンテン通りにあるプリンツ＝カール宮殿は、カールが住んでいたことにちなんで名付けられている。

## 子女
カールは生涯に2度結婚しているが、ともに貴賎結婚であった。最初の妻は1823年10月1日に結婚したマリアンネ＝ゾフィー・ペティン（Marie-Anne-Sophie Pétin、1796–1838）であり、彼女との間には以下の3女を儲けた。マリアンネに対しては結婚と同日付でバイルストルフ男爵夫人（Freifrau von Bayrstorff）の称号が与えられている。
- カロリーネ・ゾフィー（1816–1889） - アドルフ・フォン・グームペンベルク男爵と結婚
- マクシミリアーネ・テオドーレ（1823–1885） - アウグスト・フォン・ドレシェル・ツー・ドイプシュテッテン伯爵と結婚
- フランツィスカ・ゾフィー（1827–1912） - パウロ・マルティンス・デ・アルメイダ子爵と結婚

1859年5月7日、ヘンリエッテ・シェーラー・フォン・フランケンブルク（Henriette Schoeller von Frankenburg、1815–1866）と再婚したが、彼女との間に子供はいない。